# Losing Streak
Losing Streak es el segundo álbum de estudio de la banda de Ska Punk de Gainesville Less Than Jake. Fue grabado en los estudios Criteria en Miami, y en los estudios Mirror Images en Gainesville, ambas en Florida.

## Canciones
| Título                                 | Duración |
| -------------------------------------- | -------- |
| 1."Automatic"                          | 2:06     |
| 2."Happyman"                           | 1:59     |
| 3."9th At Pine"                        | 1:56     |
| 4."Sugar in Your Gas Tank"             | 2:06     |
| 5."Shindo"                             | 2:17     |
| 6."107"                                | 1:59     |
| 7."Johnny Quest Thinks We're Sellouts" | 2:49     |
| 8."Krazy Glue"                         | 1:58     |
| 9."Never Going Back to New Jersey"     | 3:18     |
| 10."How's My Driving, Doug Hastings?"  | 1:24     |
| 11."Just Like Frank"                   | 1:50     |
| 12."Ask the Magic 8 Ball"              | 2:15     |
| 13."Dopeman"                           | 2:06     |
| 14."Jen Doesn't Like Me Anymore"       | 2:50     |
| 15."Rock-N-Roll Pizzeria"              | 2:00     |
| 16."Lockdown"                          | 2:33     |

## Músicos
- Chris DeMakes - Guitarra, Voz
- Roger Manganelli - Bajo, Voz
- Vinnie Fiorello - Batería, Letras
- Buddy Schaub - Trombón
- Jessica Mills - Saxo alto
- Derron Nuhfer - Saxo barítono

- Datos: Q3280666